# بوکاکی

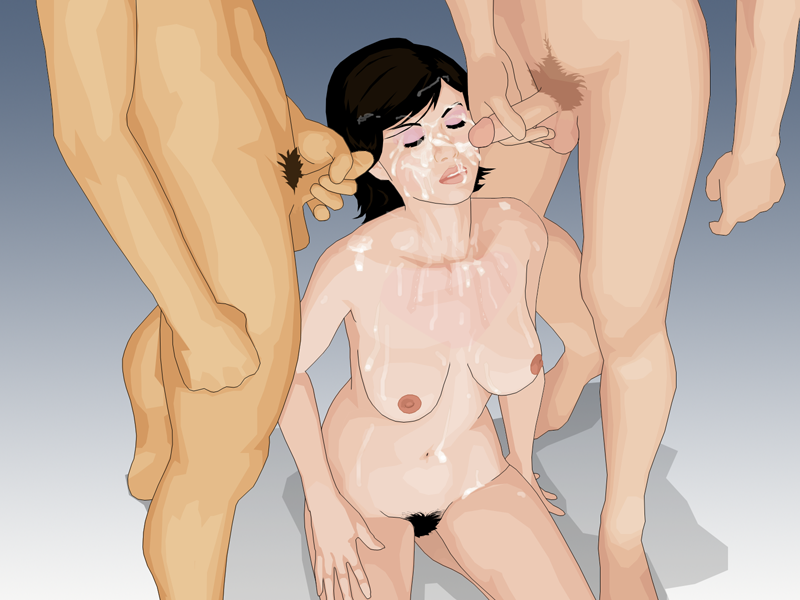

بوکاکی (به ژاپنی: 打っ掛け) (به انگلیسی: Bukkake) واژه‌ای ژاپنی به‌معنای پاشیدن آب است. در این نوع از عمل جنسی که یک روش سکس گروهی است، عده‌ای از مردان روی یک شخص (زن یا مرد) انزال می‌کنند و منی خود را بر روی صورت و بدن وی می‌پاشند. در اتمام این پروسه، دریافت‌کنندهٔ منی اغلب آب منی را قورت می‌دهد. در اصطلاح عامیانه در زبان انگلیسی به عمل بوکاکی «حمام منی» نیز گفته می‌شود.
این عمل بیشتر در پورن‌های گروهی رواج دارد و درآخر انجام می‌شود.
در فیلم‌های پورنوگرافی هم کاربرد زیادی دارد.

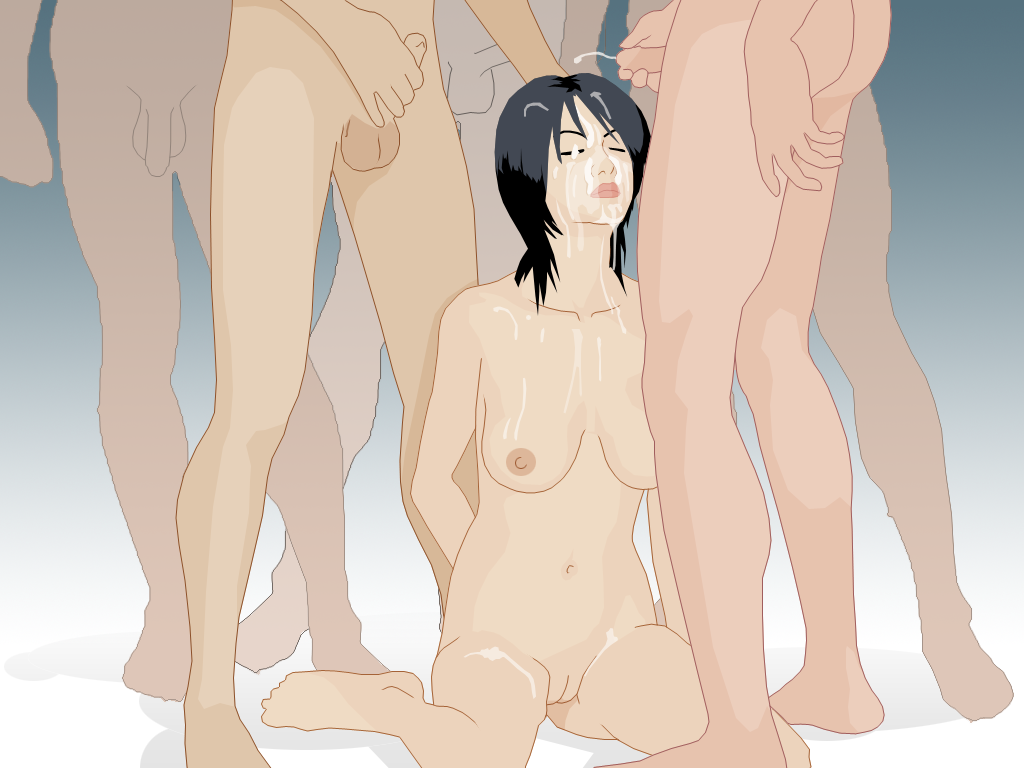
وضعیت بوکاکی یک زن در مقابل چند مرد

## تاریخچه
اعتبار نخستین فیلم بوکاکی را باید به یک فیلمساز فیلم‌های پورنوی ژاپنی به‌نام کازوهیکو ماتسوموتو داد. بوکاکی در اصل به‌دلیل سانسور شطرنجی اجباری پورنو در کشور ژاپن تبدیل به یک رسم در پورنو شد. از آنجایی که کارگردانان نمی‌توانستند دخول را نمایش دهند، باید راه‌های بصری مطلوب و جدیدی برای رویکرد به اعمال جنسی پیدا می‌کردند که مخاطب را بدون زیر پا گذاشتن قانون ژاپن ارضا بکند.

## دیدگاه جامعه‌شناسی
برخی جامعه‌شناسان فمینیست بوکاکی را فرهنگی فتیشیسمی ورای سکس تعبیر کرده‌اند و برخی آن را «تجاوز جنسی گروهیِ» نمادین توصیف می‌کنند و انگیزهٔ ابتدایی‌اش را تحقیر، تنزل‌دادن و شیءانگاری زنان می‌دانند. انزال در بوکاکی بخشی از اعمال آیینیِ تحقیرکننده است و به‌طور کلی ارگاسم زنان را در برنمی‌گیرد.